# William Pascal Kikoti
William Pascal Kikoti (* 3. März 1957 in Ihimbo, Nyabula, Iringa, Tansania; † 28. August 2012 in Mwanza, Tansania) war ein tansanischer Geistlicher und römisch-katholischer Bischof von Mpanda.
William Pascal Kikoti besuchte das Kleine Seminar in Mafinga (1974/77) und in Nyegezi, Mwanza (1978/80). Von 1982 bis 1983 studierte er Philosophie am Priesterseminar in Ntungamo und von 1983 bis 1988 Theologie in Kipalapala. Er empfing am 29. Juni 1988 in Iringa die Priesterweihe. An der Päpstlichen Universität Urbaniana in Rom absolvierte er von 1989 bis 1996 ein Promotionsstudium. 1997 bis 2000 war er am Priesterseminar in Peramiho tätig.
Papst Johannes Paul II. ernannte ihn am 23. Oktober 2000 zum ersten Bischof des neugegründeten Bistums Mpanda. Der Erzbischof von Daressalam, Polycarp Kardinal Pengo, spendete ihm am 14. Januar 2001 die Bischofsweihe; Mitkonsekratoren waren Erzbischof Luigi Pezzuto, Apostolischer Nuntius in Tansania, und Mario Mgulunde, Erzbischof von Tabora. Er war Mitglied der Vereinigung der Bischofskonferenzen Ostafrikas (AMECEA)
Er verstarb überraschend im Amt im Bugando Referral Hospital in Mwanza.

## Schriften
- Episcopal Conferences in the Light of Vatican II, the Theological Foundation and Role in the Church. A Case Study of Tanzania Episcopal Conference, 1996 (Dissertation)